# Mitú
Mitú är en stad i sydöstra Colombia och är belägen längs Vaupésfloden i kommunen med samma namn, några mil från gränsen till Brasilien. Den grundades på 1930-talet och är den administrativa huvudorten för departementet Vaupés. Staden hade 14 086 invånare år 2008.